# Diethylenglycoldibenzoat
Diethylenglycoldibenzoat ist eine chemische Verbindung aus der Gruppe der Glycolester.

## Gewinnung und Darstellung
Diethylenglycoldibenzoat kann durch Reaktion von Diethylenglycol mit Benzoesäure gewonnen werden.

## Eigenschaften
Diethylenglycoldibenzoat ist eine farblose Flüssigkeit, die praktisch unlöslich in Wasser ist.

## Verwendung
Diethylenglycoldibenzoat wird als Weichmacher verwendet.